# The Mirror Crack'd from Side to Side
The Mirror Crack'd from Side to Side (A maldição do espelho, no Brasil / O espelho quebrado, em Portugal) é um romance policial de Agatha Christie, publicado  em 1962. Conta com a participação da detetive amadora Miss Marple.

## Enredo
Marina Gregg, uma famosa atriz de cinema, passa a morar com seu marido Jason Rudd em Gossington Hall(a mansão onde foi encontrado o corpo em Um Corpo na Biblioteca), antiga casa de Dolly Bantry, amiga de Miss Marple. 
Algumas semanas depois da mudança, Marina realiza uma grande festa beneficente na mansão, finalmente saciando a curiosidade das pessoas da região sobre as reformas feitas na casa. Durante a recepção, uma das convidadas da vizinhança, Heather Badcock, é misteriosamente envenenada e morre. E alguns fatos sugerem que Marina era o verdadeiro alvo do assassino. 
Miss Marple, impossibilitada de transitar livremente pela idade avançada, é informada do ocorrido por Dolly e decide solucionar o caso, com a ajuda de seu amigo Dermot Craddock, o inspetor responsável.